# Istoria militară a Imperiului Rus
Istoria militară a Imperiului Rus cuprinde perioada istoriei Imperiului Rus de la proclamarea imperiului în 1721 de către Petru cel Mare până la Revoluția rusă din 1917, care a dus la proclamarea Rusiei Bolșevice și a Uniunii Sovietice. 

## Petru cel Mare și Imperiul Rus

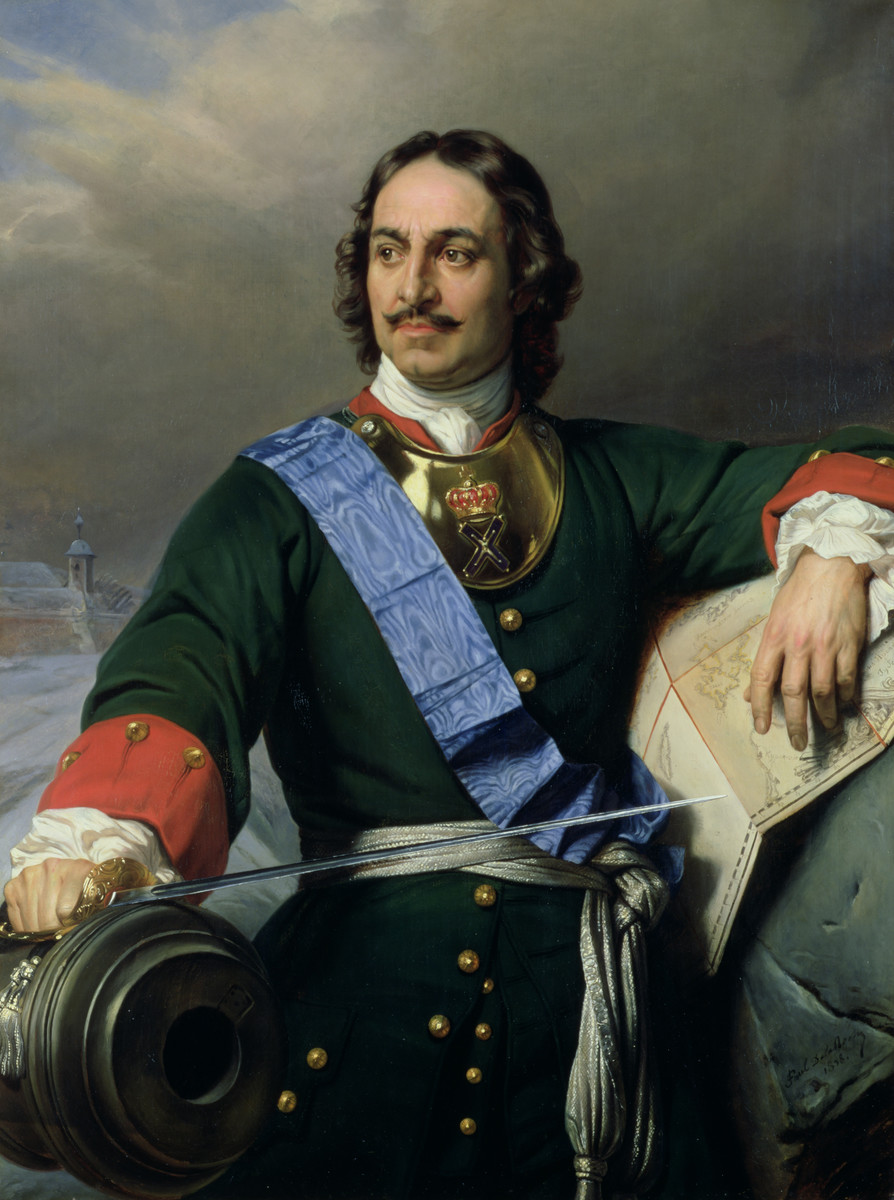
Petru cel Mare

Petru I, copilul țarului Alexei I din a doua căsătorie, a fost împiedicat să urce pe tron de diferitele facțiuni care se luptau pentru controlul noului împărat. Alexei a fost succedat de fiul din prima căsătorie, Feodor al III-lea, un tânăr bolnăvicios, care a murit în 1982. Petru I a fost încoronat co-țar cu fratele său vitreg, Ivan al V-lea, dar puterea era în mâinile surorii lor, Sofia. Sofia a domnit ca regent, în vreme ce regentul Petru primea permisiunea doar să se joace jocuri de război cu prietenii săi sau să colinde prin cartierele străinilor din Moscova. De foarte tânăr, Petru s-a arătat interesat de tacticile și tehnologiile militare occidentale, în special de industria militară, artilerie, navigație și construcția de corăbii. În 1689, folosindu-se de soldații pe care îi antrenase în timpul jocurilor de război, Petru a reușit să împiedice un complot pentru proclamarea ca împărăteasă a surorii sale vitrege, Sofia. După moartea fratelui său Ivan al V-lea, Petru a rămas țar unic. 
Domnia lui Petru a fost dominată de acțiunile războinice. Pentru început, a încercat să securizeze granițele sudice ale statului său împotriva atacurilor tătarilor și turcilor otomani. Una dintre campaniile sale la Marea Azov, care avusese ca obiectiv cucerirea unui port fortificat, a eșuat după prima tentativă de cucerire, reușind în 1696, numai după ce rușii au reușit să-și construiască o mică flotă. Pentru a putea continua războiul cu Imperiul Otoman, Petru a călătorit în Europa Occidentală în căutare de aliați. În timpul acestei vizite, prima făcută de un țar, el a vizitat Brandenburgul, Olanda, Anglia și Sfântul Imperiu Roman în timpul așa numitei Marea Ambasade. Petru a învățat foarte multe lucruri și a angajat numeroși tehnicieni și ofițeri occidentali. Misiunea sa diplomatică a fost întreruptă de tentativa susținătorilor Sofiei de a o plasa pe aceasta din urmă pe tronul Rusiei, complotul fiind zdrobit de credincioșii lui Petru. Odată ajuns în țară, Petru a ordonat ca mai multe sute de participanți la complot să fie torturați și uciși, trupurile lor fiind expuse în public pentru înspăimântarea dușmanilor țarului. 
Petru a eșuat în încercarea de a forma o mare alianță europeană împotriva Imperiului Otoman, dar în timpul călătoriei sale a hotărât să pornească război împotriva Suediei, o mare putere militară a Europei acelor vremuri. Considerând că Rusia are o șansă să-și croiască un drum de ieșire la Marea Baltică, Petru a făcut pace cu otomanii în 1700 și a atacat portul suedez Narva de la Golful Finic. Până în cele din urmă, tânărul rege Carol al XII-lea și-a demonstrat marile capacități militrare zdrobind armata lui Petru cel Mare. Din fericire pentru ruși, Carol, în loc să declanșeze o contraofensivă lui Petru, s-a încurcat într-o serie de războaie pentru ocuparea tronului statului Polono-lituanian. Acest răgaz i-a permis lui Petru să edifice o nouă armată după modelul occidental. Când armatele celor două puteri s-au întâlnit din nou la Poltava în 1709, rușii i-au învins pe suedezi. Când Carol a reușit să se refugieze pe teritoriul otoman, Petru cel Mare a găsit motivul perfect pentru a declanșa un nou război împotriva Imperiului Otoman. În 1711, țarul a fost de acord să retrocedeze portul Azov otomanilor. Marele Război Nordic, al cărui rezultat fusese decis în principal în timpul bătăliei de la Poltava, a mai continuat până în 1721, când Suedia a fost de acord cu semnarea Tratatului de la Nystad. Acest tratat de pace permitea Rusiei să incorporeze teritoriile care le ocupase în timpul luptelor: Livonia, Estonia și Ingria. Prin intermediul acestei victorii și a expansiunii teritoriale consfințite de tratatul de pace, Petru cel Mare a obținut o ieșire la mare, care-i permitea menținerea unei legături neîntrerupte cu Europa Occidentală. Mai târziu, Petru și-a asumat pe lângă titlul de țar și pe cel de împărat. În 1721 a fost proclamat Imperiul Rus. 

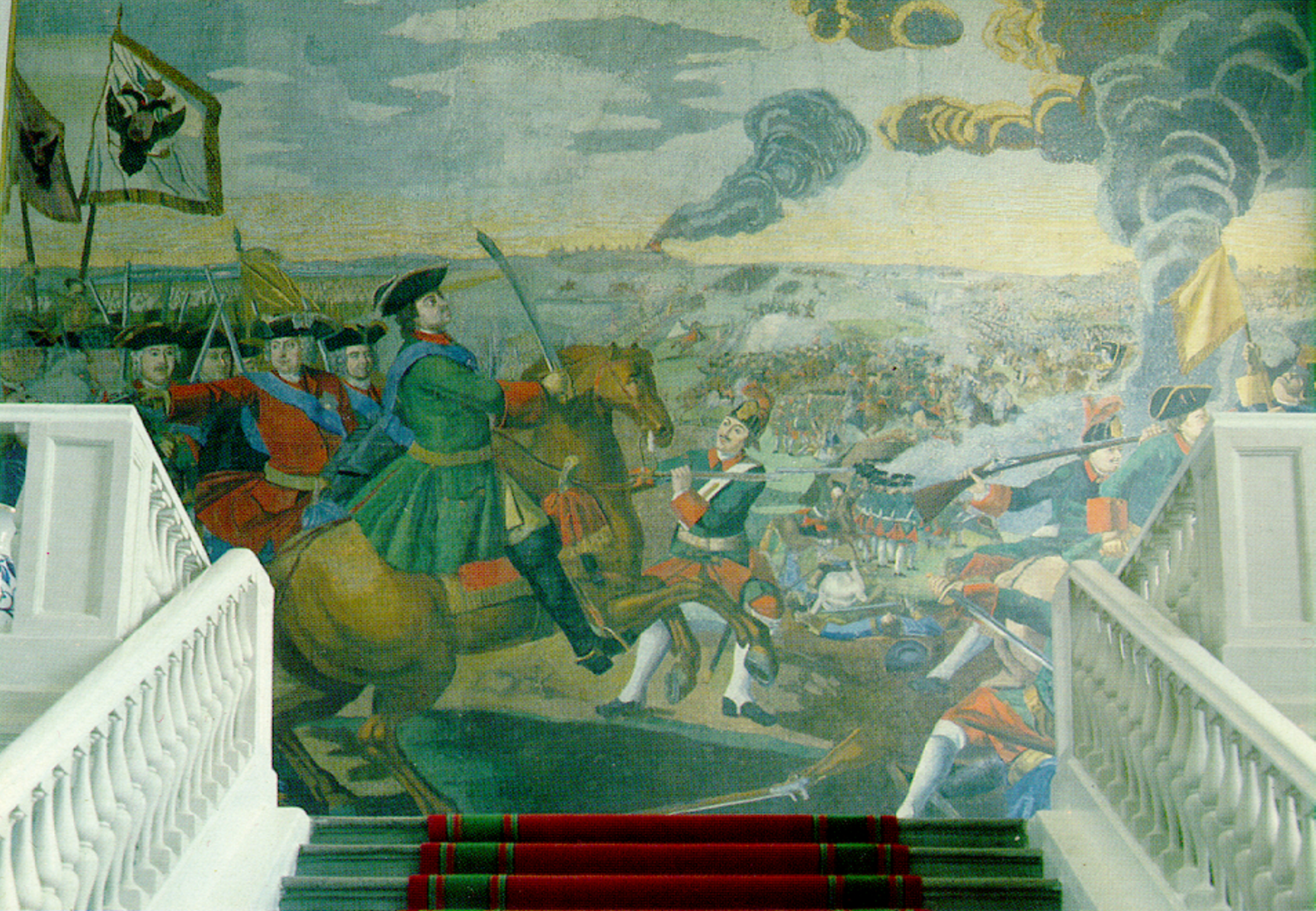
Bătălia de la Poltava: un fragment din marele mozaic al lui Mihail Lomonosov.

Petru cel Mare a reușit să înfăptuiască expansiunea țării și transformarea ei în imperiu prin înfăptuirea mai multor măsuri. El a înființat forța maritimă a țării, a reorganizat armata în conformitate cu modelele vest-europene, a modelat primul guvern și a mobilizat toate resursele financiare și umane ale Rusiei. În  timpul lui Petru cel Mare, armata a înrolat pe viață soldați profesioniști din rândurile populației plătitoare de impozite, a încadrat armata cu ofițeri profesioniști din rândurile nobilimii, și a cerut aristocraților să aleagă între serviciul pe viață în forțele armate sau în administrația civilă. În 1722, Petru I a introdus Tabelul rangurilor, care determina poziția și statutul unei persoane funcție de serviciile făcute imperiului mai degrabă decât funcție de naștere sau apartenență la aristocrație. Noul sistem introdus de țar perimitea tuturor, inclusiv oamenilor de rând, ca, după ce atingeau un anumit nivel în sus-numitul tabel, să fie înnobilați automat.

## Epoca revoluțiilor de palat
Petru a schimbat regulile de succesiune la tron după ce și-a omorât propriul fiu, Alexei, care se opunea reformelor și care devenise un centru de polarizare a grupurilor conservatoare. Noua lege promovată de Petru permitea împăratului să-și aleagă propriul succesor, dar el nu a reușit să facă o asemenea alegere mai înainte de a muri în 1725. În deceniile care au urmat, absența unor reguli clare de succesiune a cufundat monarhia într-o serie de intrigi, comploturi, lovituri de stat și contralovituri de stat. În acele vremuri, factorul hotărâtor în obținerea tronului devenise sprijinul corpului de elită al gărzilor Palatului Imperial din Sankt Petersburg. 
După moartea lui Petru, tronul a fost ocupat de soția sa, Ecateriana I, dar ea a murit la scurtă vreme, în 1727. Nepotul lui Petru I, Petru al II-lea a fost încoronat țar. În 1730, Peter al II-lea a murit de variolă, și o fiică a lui Ivan al IV-lea, care fusese co-țar cu Petru I, Ana Ivanovna, a fost încoronată împărăteasă. Grupul de nobili care asiguraseră ascensiunea Anei Ivanovna pe tron a încercat să-i impună diverse condiții împărătesei. În lupta împotriva foștilor susținători, Ana s-a bucurat de ajutorul unor nobili care se temeau mai mult de dominația oligarhiei ruse decât de domnia unui monarh autocrat. Astfel, principiul auatocratice s-au bucurat de un sprijin puternic în ciuda luptelor haotice pentru tron. 
Ana a murit în 1740, iar nepotul ei minor a fost proclamat țar cu numele de Ivan al VI-lea. După o serie de lovituri de palat, Ivan a fost înlocuit de fiica lui Petru I, Elisabeta, care a domnit între  1741 și 1762. 
În timpul domniei succesorilor lui Petru cel Mare, Rusia a avut un rol din ce în ce mai activ în diplomația europeană. Din 1726 până în 1761, Rusia s-a aliat cu Austria împotriva Imperiului Otoman, sprijinit în mod tradițional de Franța. În războiul polonez de succesiune, (1733-1735), Rusia și Austria au blocat candidatura pretendentului francez la tronul Poloniei. Într-un război costisitor cu otomanii în 1734-1739, Rusia a recucerit portul Azov. Cele mai multe cuceriri teritoriale în Europa le-a avut în timpul Războiului de șapte ani (1756-1763), care a avut lupte pe trei continenete, protagoniștii fiind Regatul Unit și Franța, plus numeroșii lor aliați. În acest război, Rusia a continuat alianța cu Austria, dar Austria a ales să se alieze cu Franța împotriva Prusiei. În 1760, forțele Rusiei au ajuns la porțile Berlinului. Din fericire pentru Regatul Prusiei, Elisabeta a murit în 1762, iar succesorul ei, Petru al III-lea, un mare admireator al regelui Frederic cel Mare, a schimbat alianțele, alăturându-și imperiul cu Prusia. 
Petru al III-lea a avut o domnie scurtă și nepopulară. Deși era nepotul lui Petru cel Mare, tatăl lui erea duce de Holstein-Gottorp, astfel încât Petru al III-lea fusese crescut într-un mediu german luteran. Rușii îl considerau un străin. Împăratul nu și-a ascuns disprețul pentru tot ce era rusesc și a atacat Biserica Ortodoxă, a schimbat modul de instruire a armatei după modele prusace și a privat militarii de bucuria unei victorii, aliindu-și imperiul cu Prusia. Folosindu-se de nemulțumirile din toate straturile sociale și temându-se pentru propria sa poziție, soția împăratului, Ecaterina, l-a răsturnat de la putere cu ajutorulu unor complotiști, Alexei Orlov, amantul împărătesei,  asasinându-l în cele din urmă pe țarul detronat. Astfel, Ecaterina a fost încoronată în iunie 1762 ca împărăteasă cu numele de Ecaterina a II-a.

## Expansiunea Imperiului Rus sub Ecaterina a II-a

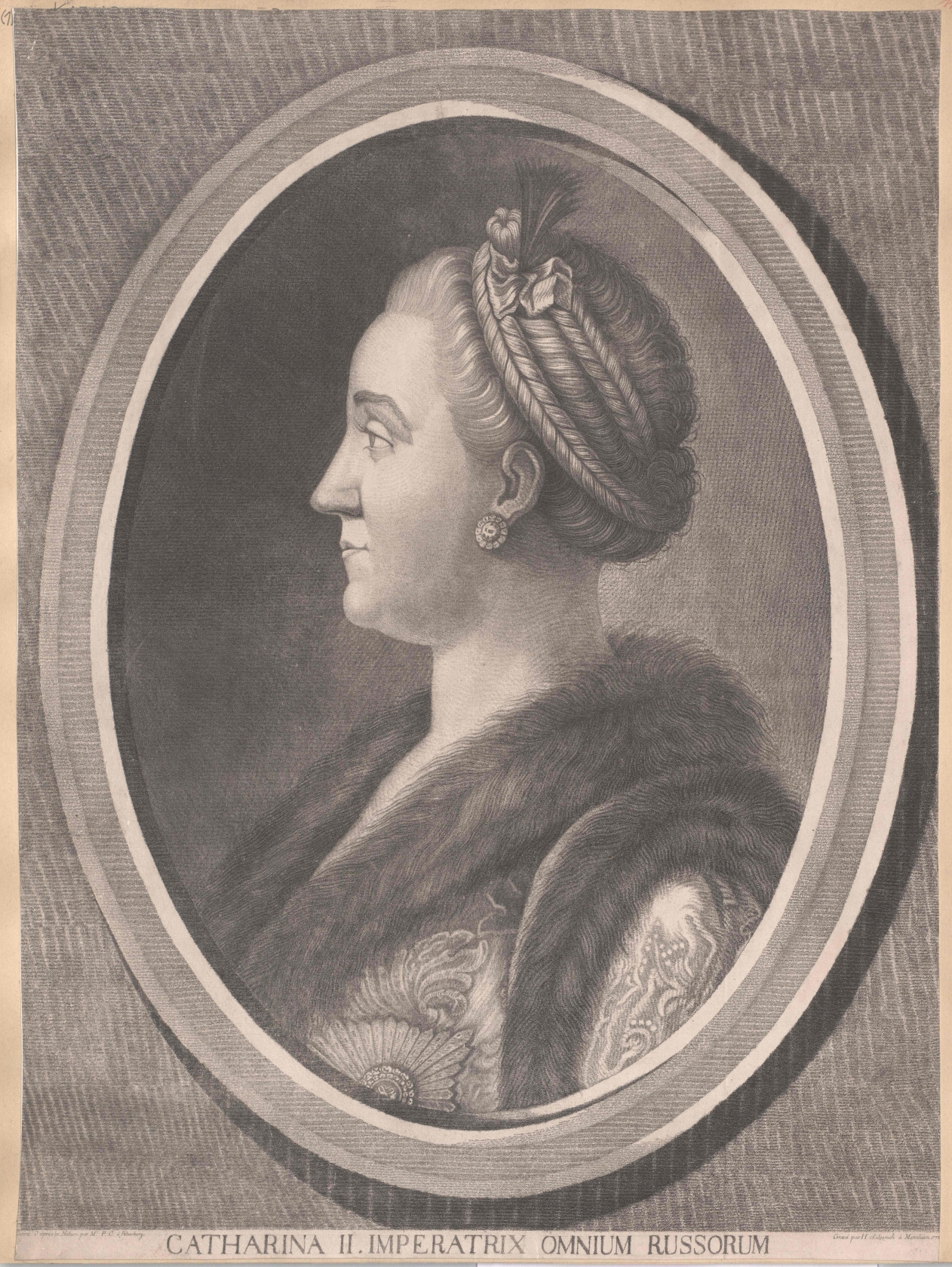
Ecaterina cea Mare

Domnia împărătesei Ecaterina a II-a a fost una a expansiunii țării, care a adus impeiului noi teritorii uriașe în sud și vest, ca și o consolidare a puterii centrale. După victoria dintr-un nou război ruso-turc dintre 1768 și 1774, părțile au semnat pacea de laKuciuk-Kainarji. Prin acest tratat, Rusia obținea o ieșire la Marea Neagră, iar tătarii din Crimeea deveneau independenți de puterea otomană. În 1783, Ecaterina a anexat Crimeea, acțiune care fost pretextul pentru un nou război ruso-turc în 1787 – 1792. La încheierea acestui nou conflict, a fost semnat tratatul de la Iași, prin care Rusia își extindea puterea în sud est până la râul Nistru. Termenii tratatului aminteau de planurile Ecaterinei de expulozare a otomanilor din Europa și de refacere a Imperiului Bizantin sub control rusesc, așa numitul "proiect grecesc". Imperiul Otoman nu a mai fost o amenințare serioasă pentru Imperiul Rus, care și-a manifestat tot mai pregnant influența în Balcani. 

### Împărțirile Poloniei
Expansiunea spre vest a Rusiei a fost rezultatului participării armatelor Ecaterinei la împărțirile Poloniei. Cum Polonia devenea din ce în ce mai slabă în secolul al XVIII-lea, fiecare dintre cei trei vecini ai acesteia, și anume: Rusia, Prusia și Austria, au încercat să-și plaseze propriul candidat pe tronul de la Varșovia. În 1772, cele trei puteri mai sus-amintite au căzut de acord cu o împărțire a vecinului lor comun. Rusia a obținut stăpânirea asupra unor părți ale Belarusului și întreaga Livonie. După aceste pierderi teritoriale, Polonia a inițiat un vast program de reforme, care includea un proiect revoluționar de constituție, proiect care a alarmat conservatorii atât din Polonia cât și din Rusia. Folosindu-se de pretextul amenințării radicalismului polonez, aceleași trei puteri vecine au ocupat noi teritorii poloneze în 1793. De această dată, Rusia a obținut aproape întregul Belarus și Ucraina la vest de Nipru. Ultima împărțire a dus la o răscoală antirusă și antiprusacă, care s-a încheiat cu a treia împărțire din 1795. Ca urmare a acestei ultime împărțiri, Polonia a dispărut de pe harta politică a Europei. 
Deși împărțirile Poloniei au adus Imperiului Rus noi teritorii și prestigiu, au creat și dificultăți importante. După ce Polonia a dispărut ca stat-tampon, Rusia se învecina acum atât cu Austria cât și cu Prusia. În plus, imperiul a devenit mai eterogen din punct de vedere etenic, trebuind să asimileze un mare număr de polonezi, ucrainieni, bieloruși și evrei. Soarta țăranilor ucrainieni și bieloruși, care lucrau în principal ca iobagi, nu s-a schimbat prea mult sub stăpânirea rușilor. Existența unui mare număr de credincioși catolici în noile teritorii cucerite a făcut și mai grea integrarea cetățenilor de altă credință decât cea ortodoxă. 

### Răscoala lui Pugaciov și Alexandr Suvorov
În timpul războiului ruso-turc din 1768 – 1774, Rusia a fost confruntată cu Răscoala lui Pugaciov. În 1773, un cazac de pe Don, Emilian Ivanovici Pugaciov s-a proclamat reînviatul țar Petru al III-lea. Un mare număr de cazaci, diferite triburi turcice care erau nemulțumite de creșterea centralizării statului rus, dar și muncitorii industriali din Munții Ural și iobagii care doreau libertate s-au alăturat răscoalei. Implicarea adâncă a forțelor armate ruse i-au permis lui Pugaciov să preia controlul asupra unei părți a zonei Volgii. În 1774, armta regulată a zdrobit rebeliunea. 
Istoria armatei ruse din această perioadă este legată de numele lui Alexandr Suvorov, un general care și-a câștigat renumele de a nu fi pierdut nicio bătălie.  Din 1777 până în 1783, Suvorov a fost la comanda armatelor din Crimeea și Caucaz, fiind avansat la gradul de general-locotenent în 1780 și de general de infanterie în 1783, la încheierea misiunii sale în zonă. Din 1787 până în 1791 a luptat într-un nou război ruso-turc (1787–1792), în cursul căruia a câștigat un șir de victorii. Suvorov a condus ofensiva victorioasă rusă împotriva lui răsculaților lui Kościuszko. 

### Perioada după moartea lui Ecaterina cea Mare
Ecaterina cea Mare a murit în 1796, urmându-i pe tron (1796-1801) fiul ei Paul. Politica sa externă a împins Rusia într-o coaliție împotriva Franței în 1798, iar mai apoi într-o neutralitate armată împotriva Regatului Unit în 1801. Modelarea de către noul împărat a armatei ruse după modelul prusac l-a adus pe Paul în conflict cu Suvorov, acesta autoexilându-se după ce a căzut în disgrație. Suvorov a fost rechemat la conducerea armatelor ruse în 1798-1799, în această perioadă trupele imperiale comportându-se remarcabil în campaniile din Italia și Elveția. 

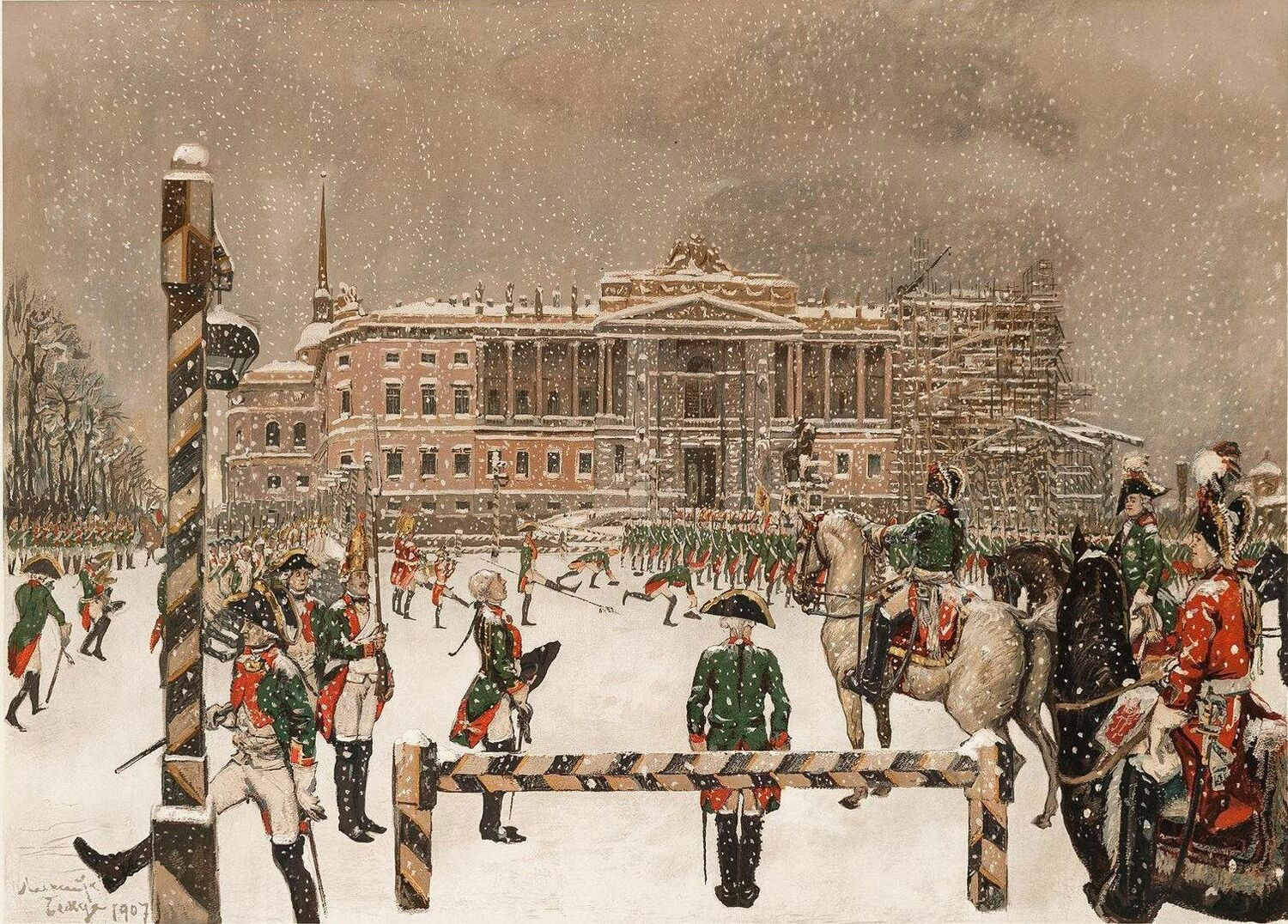
Parada militară a lui Pavel I lângă Palatul Gatcina, de Alexandre Benois.

La începutul secolului al XIX-lea, populația, resursele naturale, diplomația internațională și forțele armate au transformat Rusia într-unul dintre cele mai puternice state ale epocii. Puterea crescâdă i-a permis Rusiei să joace un rol din ce în ce mai important în politica europeană. Acest rol a atras imperiul intr-o serie de războaie împotriva lui Napoleon Bonaparte, care a avut consecințe pe termen lung asupra Rusiei și Europei. După o perioadă iluministă, Rusia a devenit unul dintre cei mai activi oponenți ai curentului liberalizării în Europa Centrală și Apuseană.

## Războaiele napoleoniene și revolta decembristă
Dat fiind statutul ei de mare putere europeană, Rusia nu a putut să scape de implicarea ei în războaiele revoluționare franceze și napoleoniene. Sprijinul lui Paul pentru cauza Cavalerilor Ospitalieri, (și acceptarea poziției de Mare Maestru al Ordinului) a îndepărtat pe mulți dintre membrii curții de la Petersburg. Politicile sale liberale față de clasele de jos, descoperirea corupției printre responsabilii tezaurului și dorința de reformă i-au pecetluit soarta împăratului. În martie 1801, Paul a fost asasinat de o mână de nobili și ofițeri nemulțumiți. 
Alexandru I, (care a domnit între 1801-1825), i-a succedat tatălui său, Paul I. Pe seama noului țar au circulat zvonuri cu privire la implicarea în asasinat. 
Preocuparea de căpătâi a lui Alexandu a fost politica externă, nu cea internă. Temându-se de politica expansionistă a lui Napoleon și de creșterea puterii Franței, Alexandru a implicat Rusia într-o alianță cu Marea Britanie și Austria împotriva împăratului francez. Napoleon i-a învins pe ruși și austrieci la Austerlitz în 1805 și i-a zdrobit pe ruși la Friedland în 1807. Alexandru a fost forțat să ceară pacea și prin semanarea Tratatului de la Tilsit, Rusia a devenit aliatul Franței. Rusia a folosit acest tratat pentru a continua expansiunea sa teritorială. După războiul finlandez, Rusia a cucerit Marele Ducat al Finlandei de la Suedia în 1809 și Basarabia în 1812. 
Alianța ruso-franceză a devenit din ce în ce mai încordată. Napoleon era preocupat de preocuparea rușilor pentru cucerirea stâmtorilor vitale Bosfor și Dardanele. În același timp, Alexandru considera Marele Ducat al Varșoviei, statul polonez aflat sub influența Franței, ca o amenințare la adresa Rusiei. Cererea lui Napoleon ca Alexandru să se alăture blocadei continentale antibritanice a dus uriașe pagube comerțului exterior rusesc, ceea ce a dus la încălcarea de către țar a condițiilor embargoului. 
În1812, Naoleon a invadat Rusia pentru a-l obliga pe Alexandru să păstreze Rusia în Sistemul Continental și să renunțe la amenințarea cu invazia din Poloni. Grande Armée, (650.000 de oameni (270.000 francezi și mulți aliați), au traversat râul Nimen pe 23 iunie 1812. Rusia a proclamat declanșarea Războiului Patriotic, în timp ce Napoleon a proclamat al doilea război polonez, dar în ciuda așteptărilor polonezilor, care au asigurat peste 100.000 de soldați francezilor, Napoleon a evitat să facă orice fel de concesiune Poloniei, deoarece dorea să aibă mâinile libere ca să poată negocia cu Rusia. Rusia a folosit politica pământului pârjolit în timpul retragerii, până în momentul bătăliei de la Borodino (7 septembrie), când rușii au dat prima luptă serioasă. Bătălia a fost foarte sângeroasă, iar rușii au fost în cele din urmă forțați să se retragă din nou și au lăsat neapărată capitala țării, Moscova. Până pe 14 septembrie, Moscova a fost ocupată, în condițiile în care capitala fusese abandonată de ruși, iar condamnații din închisorile orașului au fost eliberați pentru a-i incomoda pe francezi. Alexandru I a refuzat să capituleze și cum nu exista niciun semn de victorie clară încât Napoleon a fost forțat să se retragă din Moscova după ce guvernatorul rus, prințul Rastopcin, a ordonat se pare incendierea orașului. Retragerea fracezilor a început, ducând la pierderea a peste 370.000 de soldați, în cea mai mare parte morți de foame și frig, iar 200.000 au fost luați prizonieri. Până în noiembrie, numai 27.000 de soldați au mai treversat râul Berezina. Napoleon și-a părăsit armata pentru a se reîntoarce la Paris în vederea pregătirii apărării Poloniei. 
Armata rusă i-a urmărit pe francezii în retragere prin Europa Centrala și Occidentală până la porțile Parisului. După înfrângerea lui Napoleon, Alexandru a devenit conoscut ca salvatorul Europei, și a jucat un rol important în redesenarea hărții politice a continentului la Congresul de la Viena din 1815. În același an, Alexandru I a fost cuprins de un val de misticism religios și a inițiat înființarea Sfintei Alianțe, o înțelegere lejeră prin care monarhii națiunilor implicate, (cele mai multe din Europa), erau de acord să acționeze conform principiilor creștine. În 1814, a fost înființată pe principii mult mai pragmatice Alianța Cvatruplă între Rusia, Anglia, Austria și Prusia. Aliații au creat un sistem internațional de menținere status quo-ului teritorial și de prevenire a expansionismului francez. Alianța Cvadruplă, întărită de o serie de conferințe internaționale, a asigurat creșterea influenței Rusiei asupra Europei. 
În același timp, Rusia și-a continuat expansiunea. La Congresul de la Viena a fost creat Regatul Poloniei (Polonia Rusească), căruia Alexandru i-a asigurat o constituție. Prin aceasta, Alexandru devenea monarhul constituțional al Poloniei, în timp ce rămânea țarul autocrat al Imperiului Rus. El a fost de asemenea și monarhul Finladei, care fusese anexată în 1809 și care căpătase un statut de autonomie. În 1813, Imperiul Rus a cucerit teritoriul din jurul orașului Baku din Caucaz de la Persia. Până la începutul secolului al XIX-lea, imperiul era solid instalat și în Alaska. 

Decembriştii în Piaţa Senatului

Istoricii sunt în general de acord că în timpul domniei lui Alexandru I s-a născut mișcarea revoluționară rusă. Tinerii ofițeri care au participat la luptele împotriva lui Napoleon din vestul Europei s-au reîntors în Rusia cu idei revoluționare, inclusiv în ceea ce privește drepturile omului, guvernul reprezentativ și democrație. Occindentalizarea intelectuală, care fusese inițiată în secolul luminilor de statul paternalist autocratic rus, includea acum și opoziția la autocrație, cereri pentru alegerea unui guvern reprezentativ, cereri pentru abolirea iobăgiei și, uneori, chemând la răsturnarea pe cale revoluționară a guvernării țariste. Ofițerii erau în mod particular incitați de faptul că Alexandru I oferise Poloniei o constituție, în vreme ce Rusia nu avea o asemenea lege fundamentală. Mai multe organizații clandestine se pregăteau să organizeze o revoltă de amploare, când Alexandru a murit pe neașteptate în 1825. După moartea împăratului, a urmat o perioadă de incertitudine, deoarece fratele lui și urmașul legal la tron, Constantin, a refuzat dreptul la succesiune. Un grup de ofițeri în fruntea a 3.000 de oameni au refuzat să jure credință fratelui lui Alexandru Nicolae, proclamându-și loialitatea față de o constituție a Rusiei. Deoarece aceste evenimente au avut loc în decembrie 1825, rebelii s-au numit pe ei înșiși decembriști. Nicolae a reușit să înăbușe rapid revolta, iar decembriștii care nu au fost uciși în timpul acțiunilor de înlătuare a rebeliunii au fost arestați și cei mai mulți au fost exilați în Siberia. 
Până la un anumit punct, decembriștii se înscriau în lunga tadiție a revoluționarilor de  palat, care nu urmăreau decât plasarea propriului candidat pe tron. Dar datorită faptului ca decembriștii au urmărit de asemenea și punerea în aplicare a unui program politic liberal, revolta lor a fost considerată o mișcare revoluționară incipientă. Revolta decembristă a fost prima fisură evidentă între guvernanți și elementele liberale, o fisură care avea să se lărgească în anii care aveau să vină.